# Flora Philip
Flora Philip (Tobermory, Ilha de Mull, Escócia, 19 de maio de 1865 – Edimburgo, 14 de agosto de 1943) foi uma matemática escocesa, uma das primeiras mulheres a obter um diploma na Universidade de Edimburgo e a primeira mulher membro da Edinburgh Mathematical Society. 

## Formação e carreira
Filha do engenheiro civil William Phillip e de Isabella McDougall. Frequentou a academia de Tain e foi depois para Edinburgh em 1883 para continuar sua formação. Na época, a lei impedia as mulheres de estudar em universidades escocesas, então ela se matriculou na Edinburgh Association for the University Education of Women. Em 1885 recebeu o Certificate in Arts da Universidade de Edimburgo pelo diretor da universidade, Sir William Muir, por seus estudos em literatura inglesa, ética, matemática e fisiologia.
Em 1889, a Lei das Universidades (Escócia) foi aprovada, permitindo que mulheres fossem admitidas nas universidades escocesas pela primeira vez. Philip se matriculou na Universidade de Edimburgo e recebeu seu diploma por seus estudos anteriores. Em 13 de abril de 1893 ela e outras sete mulheres se formaram na Universidade, tornando-se as primeiras mulheres a fazê-lo. Um relatório sobre a cerimônia de formatura observou "uma grande presença do público em geral, muitos dos quais foram, sem dúvida, atraídos para lá para testemunhar o espetáculo, visto pela primeira vez na história desta universidade, de senhoras tomando seus lugares (uma senhora com distinção) entre os graduados".
Philip treinou para lecionar no St George's Training College for Women Teachers, e lecionou na St George's High School for Girls em Edimburgo até seu casamento em 1893.

## Edinburgh Mathematical Society
Em dezembro de 1886 Philips se tornou o primeiro membro feminino da Edinburgh Mathematical Society, apesar de não ter um diploma universitário formal. Ela retirou sua filiação após o casamento em 1893, ainda sendo a única mulher membro da sociedade.

## Aniversário
Em 1943 a Universidade de Edimburgo marcou o quinquagésimo aniversário daquele primeiro grupo de mulheres formadas, e três das oito compareceram à cerimônia como convidados de honra na plataforma: Flora Philip, Maude Elizabeth Newbigin, Amelia Hutchison Stirling. Philip morreu mais tarde naquele ano.

## Vida pessoal
Philip se casou com o advogado George Stewart em 1893. Eles tiveram quatro filhos. Ela morreu em 1943 em uma casa de repouso, aos 78 anos, e está enterrada no Cemitério de Dean.